# Tour de Doubs
O Tour de Doubs (oficialmente:Tour de Doubs) é uma corrida ciclista profissional que se disputa no departamento de Doubs, na França,  no mês de setembro.
Desde a criação dos Circuitos Continentais UCI em 2005 faz parte do UCI Europe Tour, dentro da categoria 1.1. Também é pontuável para a Copa de França de ciclismo.
Tem um percurso aproximado de 200 km, com início em Morteau e final em Pontarlier.

## Palmarés
| Ano       | Ganhador            | Segundo             | Terceiro                 |
| --------- | ------------------- | ------------------- | ------------------------ |
| 1934      | René Debenne        | Louis Vincent       | Maurits Oplinus          |
| 1935      | Louis Thietard      | Manuel Garcia       | Alfredo Malmesi          |
| 1936      | Manuel Garcia       | Alphonse Antoine    | Paul Giguet              |
| 1937      | Guillaume Chavard   | Rafael Ramos        | Joseph Vuillemin         |
| 1938      | Aldo Bertocco       | Louis Thiétard      | Marius Boeuf             |
| 1939      | Alphonse Antoine    | Paul Rossier        | René Stroebel            |
| 1940-1947 | Não se disputou     |                     |                          |
| 1948      | Jean de Gribaldy    | Adolphe Deledda     | Robert Nicollet          |
| 1949      | Adolphe Deledda     | Georges Ramoulux    | Jean-Baptiste Verpoorten |
| 1950      | Robert Vanderstockt | Jean Bozec          | Hugues Guelpa            |
| 1951      | Pino Cerami         | Pierre Baratin      | Robert Vanderstockt      |
| 1952      | Gilbert Bauvin      | Alexandre Sowa      | Roger Rossinelli         |
| 1953      | Alexandre Sowa      | Jean Tissier        | Louis Gauthier           |
| 1954      | Gaby Faille         | Alexandre Sowa      | Maurice Houillon         |
| 1955-1998 | Não se disputou     |                     |                          |
| 1999      | Jérôme Gannat       | Jérémie Derangère   | Pierre Ackermann         |
| 2000      | Vladimir Miholjevic | Dominique Rault     | Pierre Bourquenoud       |
| 2001      | Eddy Lembo          | Bert De Waele       | Pierre Ackermann         |
| 2002      | Frédéric Finot      | Pierre Bourquenoud  | Pierrick Fédrigo         |
| 2003      | Bert De Waele       | Janek Tombak        | Frédéric Bessy           |
| 2004      | Matthieu Sprick     | Hayden Roulston     | Bert De Waele            |
| 2005      | Philip Deignan      | Yann Pivois         | Mark Scanlon             |
| 2006      | Yoann Le Boulanger  | Mickaël Buffaz      | Frédéric Finot           |
| 2007      | Vincent Jérôme      | Pierre Rolland      | Sébastien Duret          |
| 2008      | Anthony Geslin      | Christophe Kern     | Vincent Jérôme           |
| 2009      | Yann Huguet         | Julien Mazet        | Guillaume Levarlet       |
| 2010      | Jérôme Coppel       | Jonathan Hivert     | Leonardo Duque           |
| 2011      | Arthur Vichot       | Romain Hardy        | Julien Bérard            |
| 2012      | Jérôme Coppel       | Sylvain Georges     | Jean-Marc Bideau         |
| 2013      | Aleksejs Saramotins | Thomas Voeckler     | Vegard Stake Laengen     |
| 2014      | Rein Taaramäe       | Angelo Tulik        | Pierre-Luc Périchon      |
| 2015      | Eduardo Sepulverda  | Julien Loubet       | Rudy Molard              |
| 2016      | Samuel Dumoulin     | Baptiste Planckaert | Thibault Ferasse         |
| 2017      | Romain Hardy        | Flavien Dassonville | Quentin Jauregui         |
| 2018      | Julien Simon        | Ignatas Konovalovas | Rein Taaramäe            |
| 2019      | Stefan Küng         | Franck Bonnamour    | Guillaume Martin         |
| 2020      | Loic Vliegen        | Biniam Girmay       | Aurelien Paret-Peintre   |
| 2021      | Dorian Godon        | Biniam Girmay       | Tom Paquot               |
| 2022      | Valentin Madouas    | Mathieu Burgaudeau  | Matis Louvel             |

## Palmarés por países
| País      | Vitórias |
| --------- | -------- |
| França    | 26       |
| Bélgica   | 4        |
| Croácia   | 1        |
| Irlanda   | 1        |
| Letônia   | 1        |
| Estónia   | 1        |
| Argentina | 1        |
| Suíça     | 1        |